# Arga (Baixo, Cima e São João)
Arga (Baixo, Cima e São João) est une paroisse civile portugaise (en portugais : freguesia) de la municipalité de Caminha dans le district de Viana do Castelo. Elle est créée en 2013, par fusion des paroisses d'Arga de Baixo, Arga de Cima et Arga de São João.

## Géographie
Arga (Baixo, Cima e São João) est située à l'est de Caminha. Elle est limitrophe des municipalités de Vila Nova de Cerveira au nord, Ponte de Lima à l'est et Viana do Castelo au sud.
La paroisse occupe le versant nord de la serra de Arga. Le massif, qui culmine à 825 mètres, est compris dans la zone spéciale de conservation (ZPS) Serra de Arga du réseau Natura 2000. D'une superficie de 4 493 hectares, la ZPS comprend également la vallée de l'Âncora et s'étend sur trois municipalités : Caminha (1 891 ha), Ponte de Lima (449 ha) et Viana do Castelo (2 154 ha). On y trouve notamment deux espèces rares : Scrophularia bourgaeana et Laserpitium prutenicum subsp. duriananum.
Avec une superficie de 30,88 km2, c'est la plus grande paroisse de Caminha.

## Histoire
L'histoire d'Agra est liée au monastère São João de Arga, fondée en 661 par Fructueux de Braga.
La paroisse actuelle est créée par la loi no 11-A/2013 du 28 janvier 2013 portant réorganisation administrative du territoire des freguesias, en fusionnant les paroisses d'Arga de Baixo, Arga de Cima et Arga de São João. Son nom officiel est União das Freguesias de Arga (Baixo, Cima e São João) et son siège est fixé à Arga de Baixo.

## Démographie
Lors du recensement de 2021, Arga (Baixo, Cima e São João) compte 159 habitants. C'est alors la paroisse la moins peuplée de la municipalité de Caminha.